# پل ماچ
پل ماچ (انگلیسی: Paul Mauch; ۸ مهٔ ۱۸۹۷ – ۱۵ ژوئیهٔ ۱۹۲۴) بازیکن فوتبال اهل آلمان بود.
از باشگاه‌هایی که در آن بازی کرده‌است می‌توان به باشگاه فوتبال اشتوتگارت اشاره کرد.
وی همچنین در تیم ملی فوتبال آلمان بازی کرده‌است.